# Гран-при Майами
Гран-при Майами (англ. Miami Grand Prix) — один из этапов чемпионата мира по автогонкам в классе «Формула-1», впервые вошёл в календарь чемпионата мира в 2022 году. Дебютный Гран-при под этим названием прошёл на Международном автодроме Майами в Майами-Гарденс в 2022 году.

## История
В 2018 городом Майами было подано предложение о проведении Гран-при Майами в качестве этапа чемпионата мира Формулы-1, а в качестве первой даты гонки был предложен 2019 год с местом расположения трассы в районе порта Майами. После осложнений, возникших из-за планов строительства и развития порта Майами, было подано предложение о проведении гонки 2021 года около стадиона Хард Рок Стэдиум. Гонка не попала в календарь 2021 года, в котором дебютировала уличная трасса в Джидде для первого Гран-при Саудовской Аравии, но в апреле 2021 года было объявлено, что трасса будет в календаре 2022 года. Гонка впервые прошла на Международном автодроме Майами по десятилетнему контракту 8 мая 2022 года.

## Трасса
Трасса, спроектированная и поставленная дизайнерами трассы Формулы-1 Apex Circuit Design, была специально построена для этого события. Стивен М. Росс, владелец стадиона, несколько лет пытался организовать Гран-при Майами, прежде чем добился успеха . Схема трассы спроектирована таким образом, чтобы гонки не мешали местным жителям. Трасса представляет собой постоянную трассу с временной инфраструктурой, такой как барьеры и ограждения, которые будут удалены, когда не будет гонок. По состоянию на апрель 2022 года, в преддверии его дебюта в мае 2022 года, сообщалось, что трасса завершена на 95%.

## Победители Гран-при Майами
| Год  | Пилот           | Команда             | Трасса                        | Отчёт |
| ---- | --------------- | ------------------- | ----------------------------- | ----- |
| 2022 | Макс Ферстаппен | Red Bull            | Международный автодром Майами | Отчёт |
| 2023 | Макс Ферстаппен | Red Bull-Honda RBPT | Международный автодром Майами | Отчёт |
| 2024 | Ландо Норрис    | McLaren-Mercedes    | Международный автодром Майами | Отчёт |
| 2025 | Оскар Пиастри   | McLaren-Mercedes    | Международный автодром Майами | Отчёт |